# Centrale nucléaire de Sanaocun
La centrale nucléaire de Sanaocun (également appelée centrale nucléaire de Cangnan ou de San'ao) est une centrale nucléaire chinoise en construction située dans le Xian de Cangnan, dans la province du Zhejiang en Chine. 
Le propriétaire et exploitant de la centrale est la CGN Cangnan Nuclear Co.(co-entreprise de la CGNPC, de Geely Technology Group et d'autres entreprises d'état chinoises). Le maitre d'œuvre est la CGNPC.
Depuis décembre 2020, deux réacteurs Hualong-1 sont en cours de construction pour une puissance cumulée de 2 234 MWe. La centrale devrait à terme être équipée de six réacteurs Hualong-1.

## Historique

### Phase 1
En mai 2015 le site est sélectionné pour l'installation d'une future centrale nucléaire,. Le 2 septembre 2020, le conseil d'État chinois autorise la phase 1 de la nouvelle centrale de San'Ao, avec la construction de deux réacteurs Hualong-1 par la CGNPC. Il s'agit des deux premiers réacteurs chinois avec des investisseurs en partie privés (Geely Technology Group à hauteur de 2%). Le premier béton du réacteur no 1 est coulé le lendemain de l'obtention de l'autorisation de construction par l'autorité de sûreté nucléaire chinoise, le 31 décembre 2020 ; et celui du réacteur no 2 le 30 décembre 2021.

### Phases 2
Le conseil d'État chinois autorise la phase 2 de la centrale de San'Ao le 21 août 2024, avec la construction de deux réacteurs Hualong-1 pour les unités no 3 et 4.

### Phase 3
La centrale devrait à terme être équipée de six réacteurs Hualong-1.[réf. nécessaire]

## Caractéristiques des réacteurs
Les réacteurs Hualong-1 (version CGNPC) sont des réacteurs à eau pressurisée de troisième génération de conception chinoise. Leur puissance électrique nette est de 1 117 MWe.

### Définition
Les caractéristiques des réacteurs sont données dans le tableau ci-après, les données sont principalement issues de la base de données PRIS (Power Reactor Information System) de l’Agence internationale de l'énergie atomique (AIEA).
Base de données établie par l'AIEA qui définit ainsi les termes :
- La puissance nette correspond à la puissance électrique délivrée sur le réseau et sert d'indicateur en termes de puissance installée,
- La puissance brute correspond à la puissance délivrée par l'alternateur (= puissance nette augmentée de la consommation interne de la centrale),
- La puissance thermique correspond, à la puissance délivrée par la chaudière nucléaire

Le début de construction correspond à la date de coulage des fondations du bâtiment réacteur. Une tranche (nom utilisé pour un réacteur complet) est considérée comme opérationnelle après son premier couplage au réseau. La mise en service commercial est le transfert contractuel de l’installation du constructeur vers le propriétaire ; en principe après réalisation des tests réglementaires et contractuels et après fonctionnement continu à 100 % pendant une durée définie au contrat de construction.
| Unité   | Statut          | Modèle    | Puissance   | Puissance   | Puissance        | Exploitant              | Maitre d'œuvre | Début de construction | 1re divergence | Raccordement au réseau | Mise en service commercial |
| Unité   | Statut          | Modèle    | Nette (MWe) | Brute (MWe) | Thermique (MWth) | Exploitant              | Maitre d'œuvre | Début de construction | 1re divergence | Raccordement au réseau | Mise en service commercial |
| ------- | --------------- | --------- | ----------- | ----------- | ---------------- | ----------------------- | -------------- | --------------------- | -------------- | ---------------------- | -------------------------- |
| Phase 1 |                 |           |             |             |                  |                         |                |                       |                |                        |                            |
| SANAO-1 | En construction | Hualong-1 | 1 117       | 1 210       | 3 180            | CGN Cangnan Nuclear Co. | CGNPC          | 31 décembre 2020      |                |                        |                            |
| SANAO-2 | En construction | Hualong-1 | 1 117       | 1 210       | 3 180            | CGN Cangnan Nuclear Co. | CGNPC          | 30 décembre 2021      |                |                        |                            |
| Phase 2 |                 |           |             |             |                  |                         |                |                       |                |                        |                            |
| SANAO-3 | En projet       | Hualong-1 | ~1 117      | ~1 210      | ~3 180           | CGN Cangnan Nuclear Co. | CGNPC          |                       |                |                        |                            |
| SANAO-4 | En projet       | Hualong-1 | ~1 117      | ~1 210      | ~3 180           | CGN Cangnan Nuclear Co. | CGNPC          |                       |                |                        |                            |
| Phase 3 |                 |           |             |             |                  |                         |                |                       |                |                        |                            |
| SANAO-5 | À l'étude       | Hualong-1 | ~1 117      | ~1 210      | ~3 180           | CGN Cangnan Nuclear Co. | CGNPC          |                       |                |                        |                            |
| SANAO-6 | À l'étude       | Hualong-1 | ~1 117      | ~1 210      | ~3 180           | CGN Cangnan Nuclear Co. | CGNPC          |                       |                |                        |                            |